# Padrón (kommun)
Padrón är en kommun i Spanien. Den ligger i provinsen A Coruña i den autonoma regionen Galicien i nordvästra delen av landet, 500 km väster om huvudstaden Madrid. Antalet invånare är 8 256 (2024). Arean är 48,37 kvadratkilometer.